# محمد فهمي العاشوري
محمد فهمي العاشوري (1933م_1996م)سياسي سوري من إدلب . هو خريج كلية الحقوق من جامعة دمشق. وهو احد قيادي حزب البعث العربي الاشتراكي.

## عمله ووظائفه
- عين محافظاً في السويداء عام 1963م.
- عين محافظاً في اللاذقية عام 1963م.في الثاني عشر من نيسان 1964م صدر مرسوم تشريعي يقضي بوضع محمد فهمي عاشوري محافظ اللاذقية تحت تصرف المجلس الوطني لقيادة الثورة.[4]
- وزيرا للداخلية في حكومة صلاح الدين البيطار الرابعة.
- وزيراً للداخلية في حكومة صلاح الدين البطار الخامسة.